# Yagma
Yagma é uma vila no departamento Zam, da província Ganzourgou, no região central de Burkina Faso. A vila tem uma população de 609 habitantes.